# Acteocina harpa
Acteocina harpa är en snäckart som först beskrevs av Dall 1871.  Acteocina harpa ingår i släktet Acteocina och familjen Cylichnidae. Inga underarter finns listade i Catalogue of Life.